# 巨勢山古墳群
巨勢山古墳群（こせやまこふんぐん）は、奈良県御所市にある古墳群（群集墳）。国の史跡に指定されている。

## 概要
巨勢山丘陵に所在する日本国内最大級の群集墳である。2002年（平成14年）12月19日に国の史跡に指定されている。
古墳時代中期前葉に室宮山古墳（室大墓）が築造されたことを契機として出現し、終末期に至るまで約800基築かれたが、群形成のピークは後期中葉にあるという。

## 文化財毀損事件
2009年（平成21年）11月、史跡指定地内に所有地を持つ秋津原ゴルフクラブが、文化財保護法で定められた現状変更許可申請を文化庁に提出せず、無許可でゴルフ場の拡張工事をした際に山の斜面約5400平方メートルにわたり掘削を行い、少なくとも4基の古墳が破壊、内2基は半壊されていた。国・県・市により同社に対し、ゴルフ場拡幅前の景観に修復するよう指導が行われ、3年半後の2013年（平成25年）5月11日に完了した。

## ギャラリー

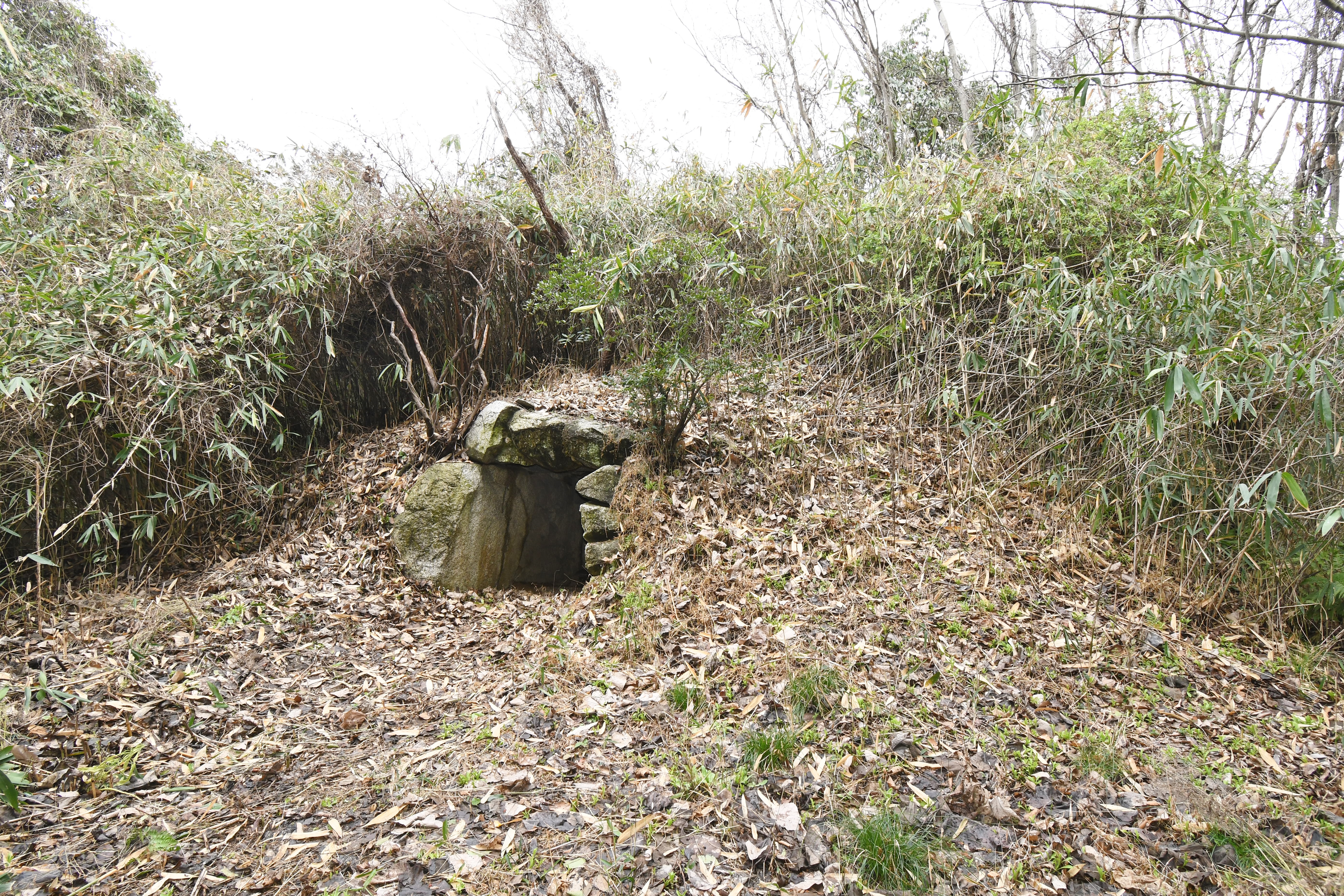
323号墳
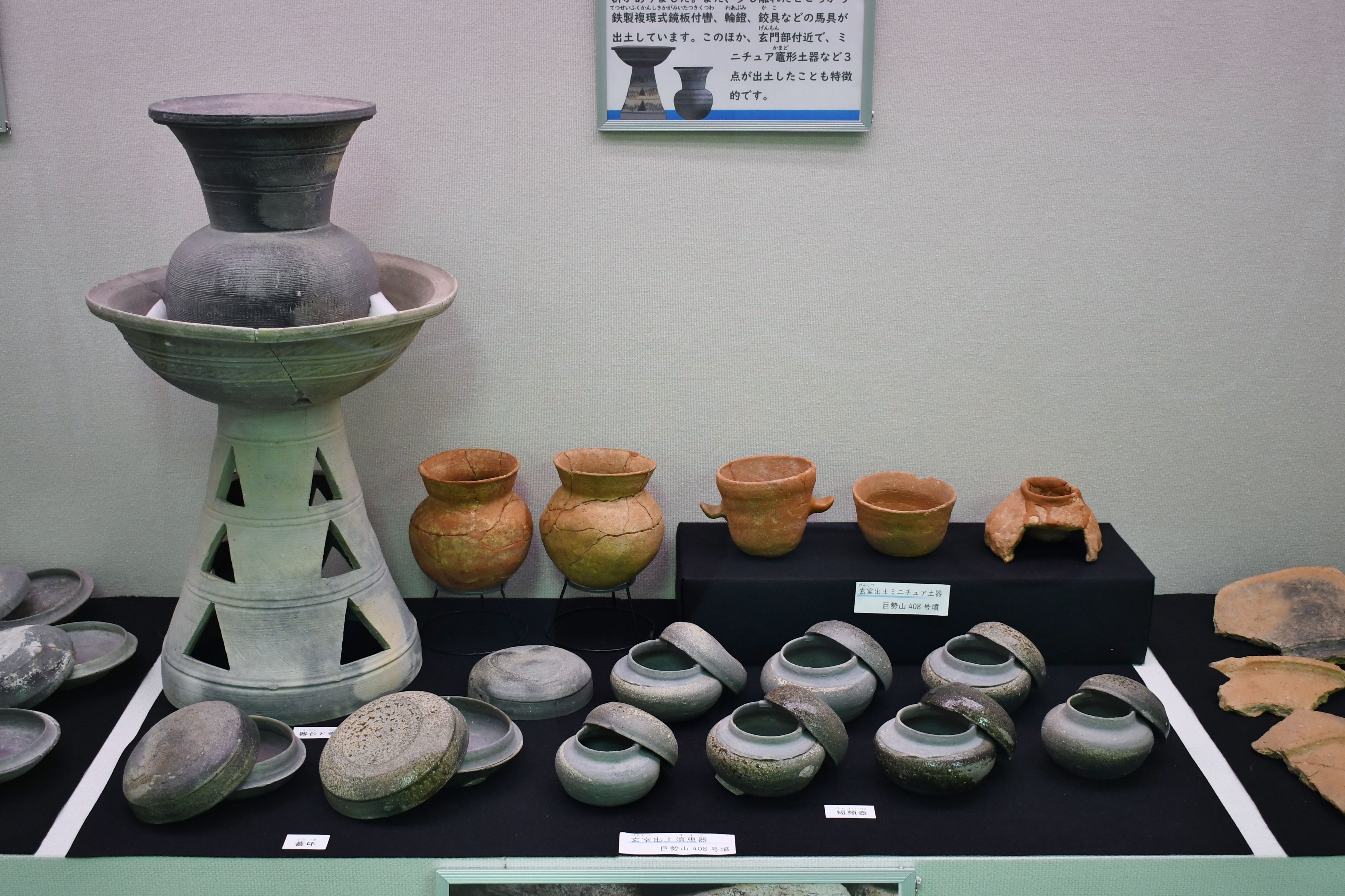
408号墳須恵器・ミニチュア土器
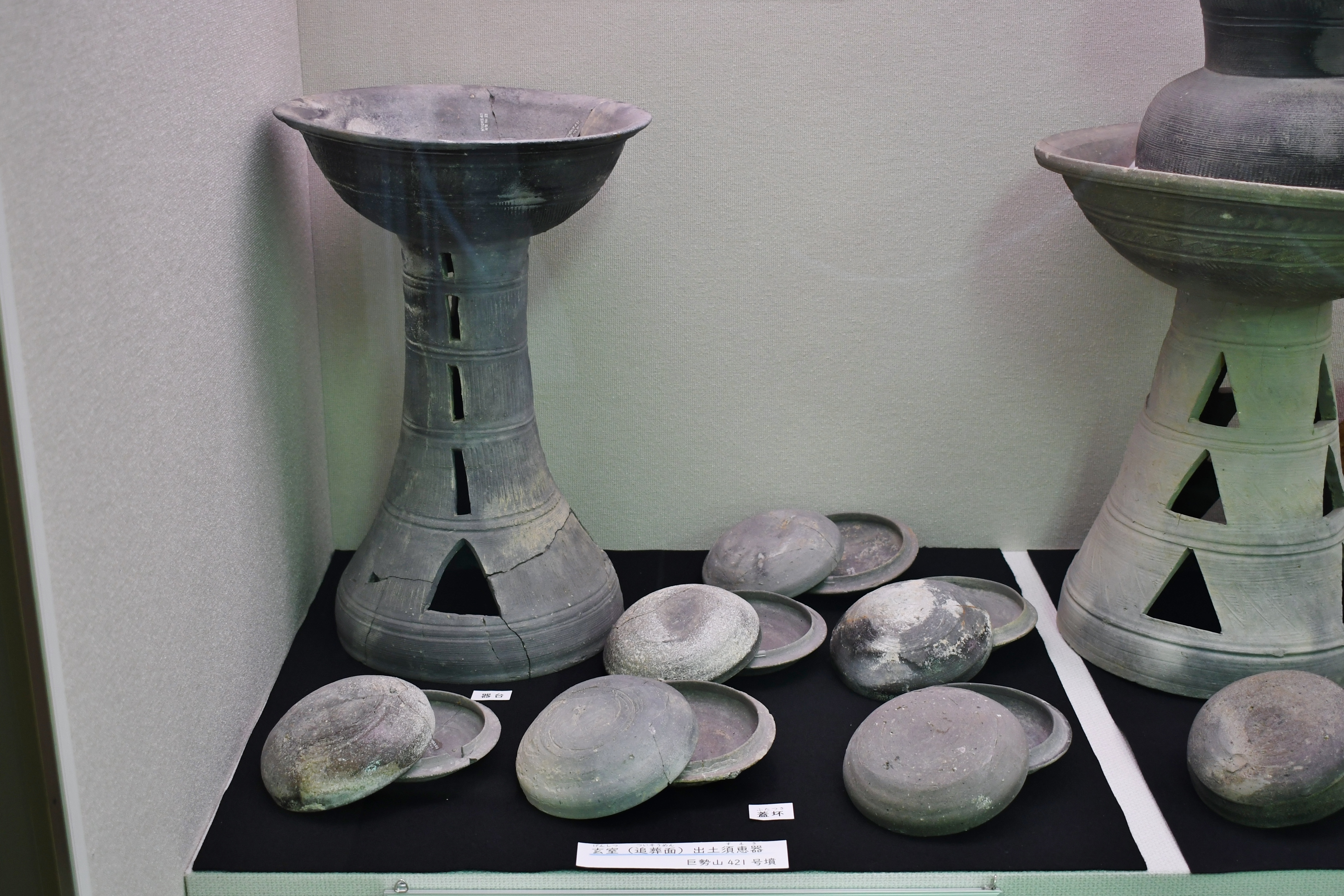
421号墳出土須恵器
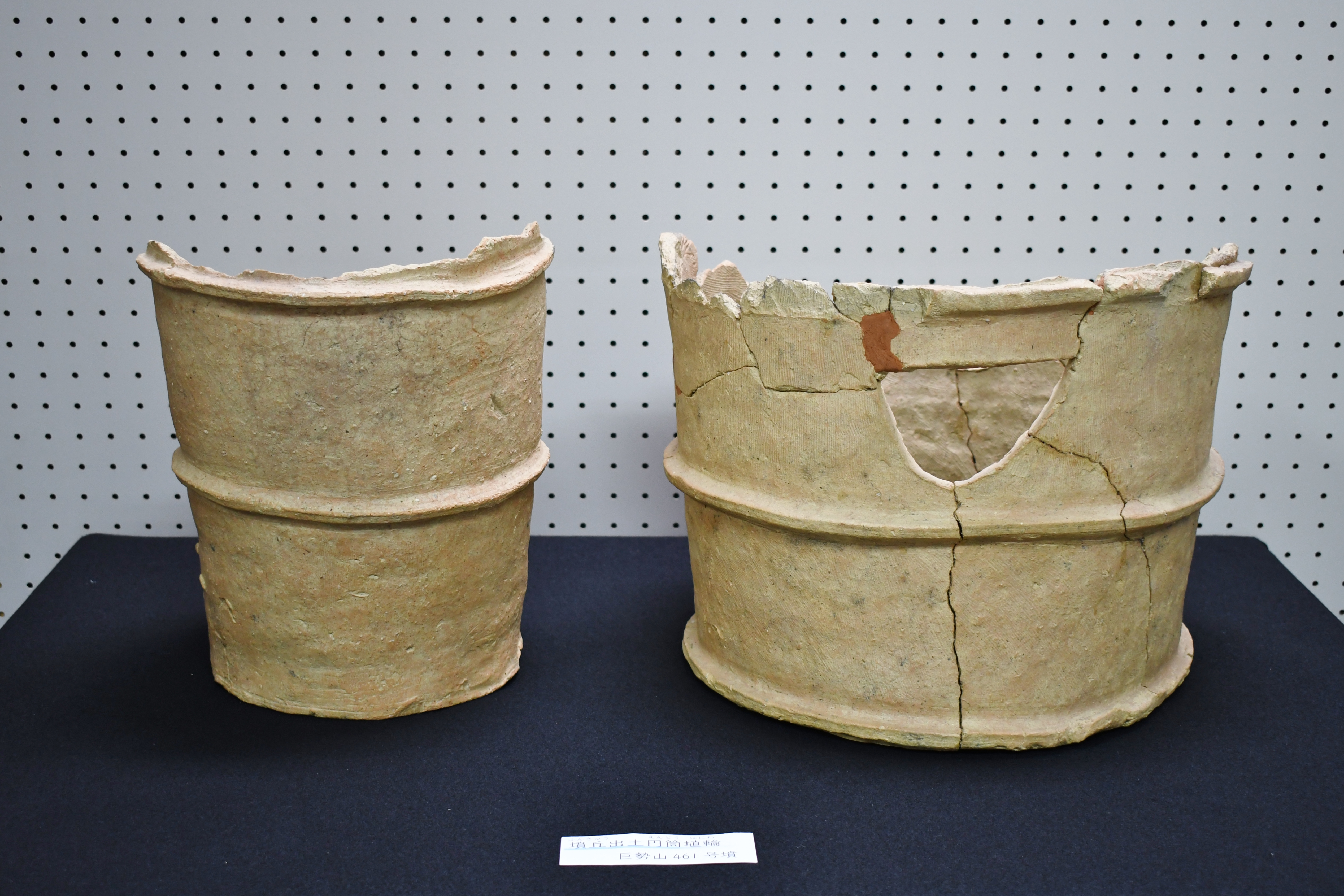
461号墳出土埴輪

## 文化財

### 国の史跡
- 巨勢山古墳群 - 2002年（平成14年）12月19日指定、2014年（平成26年）10月6日に史跡範囲の追加指定。